# Leo Panitch

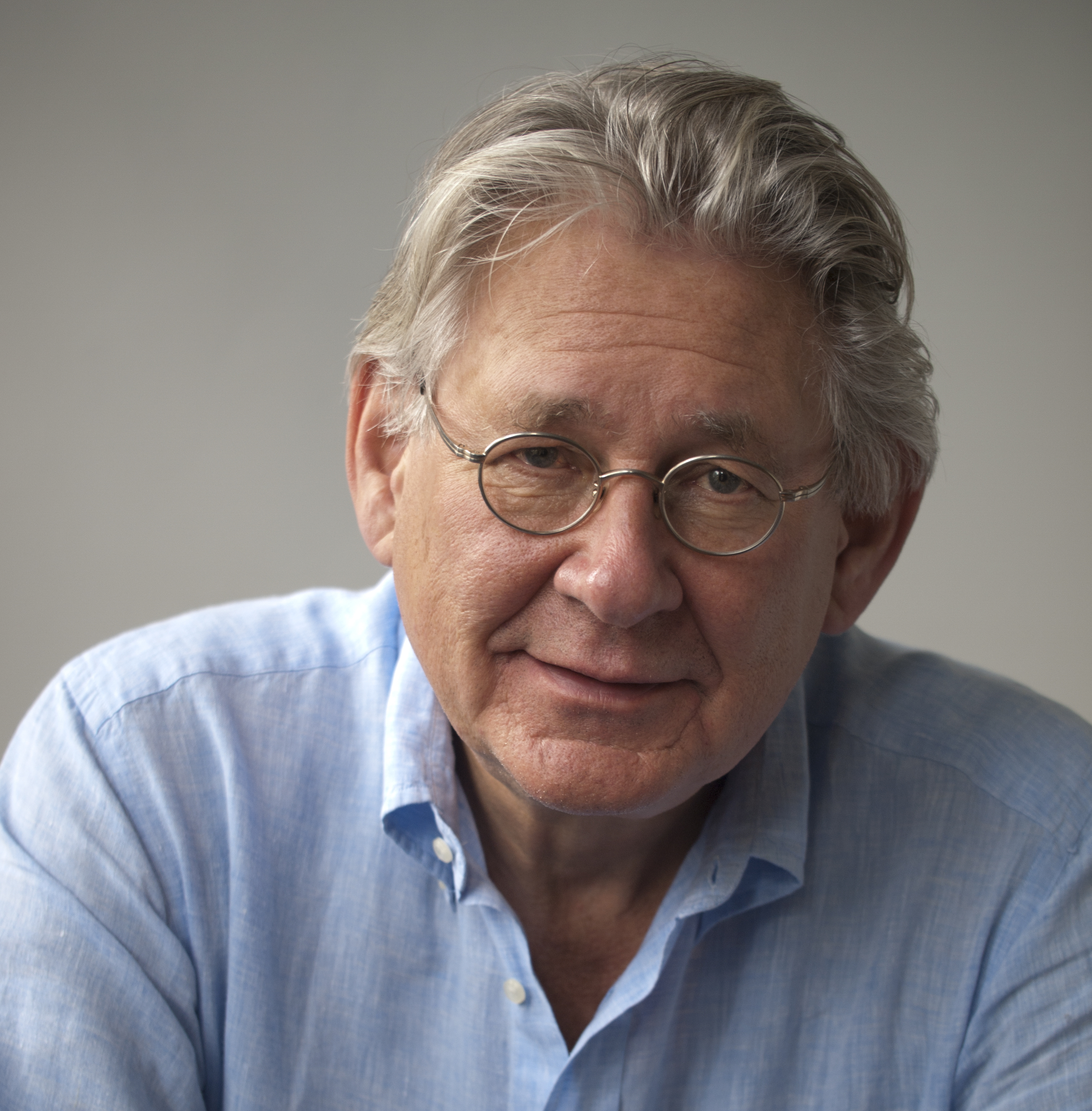
Leo Panitch

Leo Panitch (* 3. Mai 1945 in Winnipeg, Manitoba; † 19. Dezember 2020 in Toronto) war ein marxistisch orientierter kanadischer Professor der Politikwissenschaft.

## Leben
Panitch war das Kind einer Arbeiterfamilie, sein Vater war ein jüdischer Immigrant aus der Ukraine.
Panitch beendete sein Bachelorstudium an der University of Manitoba 1967. Danach wechselte er an die London School of Economics and Political Science, wo nach Beendigung seines Masterstudiums 1974 auch seine Promotion erfolgte. Seine Doktorarbeit verfasste er unter dem Titel UK Labour and Incomes Policy. In dieser Zeit lernte er Ralph Miliband kennen, die fortan eine Freundschaft verband.
In den Jahren 1972 bis 1984 war er in verschiedenen Positionen an der Carleton University tätig. Panitch war ab 1984 als Professor an der York University in Toronto tätig. Ab 1985 war er einer der Herausgeber des britischen Zeitschrift Socialist Register. 2018 wurde er als distinguished research professor emeritiert.
Panitch war auch politisch aktiv. So gehörte er von 1975 bis 1984 dem Ottawa Committee for Labour Action an. Er war Mitglied der Canadian Political Science Association.
Zu seinen wissenschaftlichen Schwerpunkten gehörten Staatstheorie sowie vor allem Imperialismus- und Globalisierungstheorien. Er entwickelte seit 1994 das Konzept des American Empire. Politisch engagierte er sich in jüngerer Zeit für Bernie Sanders und Jeremy Corbyn, außerdem kooperierte er mit dem Jacobin-Magazin.
Jahrelang kooperierte er publizistisch eng mit dem ebenfalls an der York University tätigen Sam Gindin. Die beiden waren seit ihrer Studienzeit in den 1960er Jahren befreundet. 2013 wurde den beiden Autoren für ihr Buch The Making of Global Capitalism: The Political Economy of American Empire der »Deutscher Memorial Prize« (Isaac and Tamara Deutscher Memorial Prize) zugesprochen.
Leo Panitch war seit 1967 verheiratet. Er starb infolge einer COVID-19-Infektion und Lungenentzündung, die er sich im Zuge eines Krankenhausaufenthaltes zur Behandlung einer Krebserkrankung zuzog. Neben seiner Ehefrau hinterließ er zwei gemeinsame Kinder.

## Schriften (Auswahl)
- The Canadian State: Political Economy and Political Power, 1977.
- Working-Class Politics in Crisis, 1986.
- mit Colin Leys: The End of Parliamentary Socialism. From New Left to New Labour, 2001 (zuerst 1997).
- Renewing Socialism: Democracy, Strategy and Imagination, 2001.
- mit Sam Gindin: Global Capitalism and American Empire, 2004.
  - Globaler Kapitalismus und amerikanisches Imperium (übersetzt von Ingar Solty). VSA, Hamburg 2004, ISBN 3-89965-064-6.
- American Empire and The Political Economy of Global Finance, 2009.
- Social Democracy and Industrial Militiancy: The Labour Party, the Trade Unions and Incomes Policy, 1945-1947, 2009.
- mit Sam Gindin: The Making of Global Capitalism, London 2012.
- Klassen und Politik 1964-2014. 50 Jahre SOCIALIST REGISTER, Supplement der Zeitschrift Sozialismus 6 / 2014, ISBN 978-3-89965-977-1.
- mit Sam Gindin: The Socialist Challenge Today. Syriza, Corbyn, Sanders, 2020.
- mit Colin Leys: The Project of the Labour New Left from Benn to Corbyn, London 2020.